# Championnats d'Europe d'athlétisme 1974
Navigation
Les 11es championnats d'Europe d'athlétisme ont eu lieu du 2 au 8 septembre 1974 au Stade olympique de Rome, en Italie.

## Faits marquants
Les championnats d’Europe se déroulent de nouveau tous les 4 ans, pour ne pas être en années pré ou post olympiques.
Ces championnats d’Europe de Rome sont d’un niveau assez relevé. Dans les deux tiers des épreuves, la performance du vainqueur est supérieure à celle du précédent championnat d’Europe à Helsinski en 1971. Pour la 1re fois, les temps des épreuves de sprint et de relais sont pris en chronométrage électrique et les femmes courent un 3 000 m.
La polonaise Irena Szewinska est de nouveau la reine du sprint féminin 8 ans après ses derniers titres européens à Budapest en 1966 en faisant le doublé 100 et 200 m.
Le jeune et frêle sprinter (22 ans et 1,77 m pour 69 kg) Pietro Mennea sauve l’honneur devant son public en remportant le 200 m et en finissant 2e du 100 m, derrière le Soviétique Valeriy Borzov, déjà titré en 1971 à Helsinski et en 1969 à Athènes.
Représentant l'Allemagne de l'Est, Hartmut Briesenick remporte le concours du lancer du poids pour la 2e fois consécutive, les Soviétiques Nadezhda Chizhova au poids et Faïna Melnyk au disque font de même. Enfin, le relais est-allemand remporte de nouveau le 4 × 100 m féminin après son titre de 1971.
La République Démocratique Allemande domine ces championnats, notamment grâce à un système de dopage institutionnalisé qui ne sera révélé que bien plus tard.
Quatre nouveaux records du monde sont établis lors de cette édition des championnats. La Finlandaise Riitta Salin court le 400 m en 50 s 14, l'équipe féminine de 4 × 100 m de la République démocratique allemande finit la course en 42 s 51 tandis que leurs compatriotes Rosemarie Witschas et Ruth Fuchs battent respectivement les records de saut en hauteur et de lancer de javelot.

## Résultats

### Hommes
| Épreuves          | Or                                                                                | Argent                                                                                          | Bronze                                                                                        |
| ----------------- | --------------------------------------------------------------------------------- | ----------------------------------------------------------------------------------------------- | --------------------------------------------------------------------------------------------- |
| 100 m             | Valeriy Borzov 10 s 27                                                            | Pietro Mennea 10 s 34                                                                           | Klaus-Dieter Bieler 10 s 35                                                                   |
| 200 m             | Pietro Mennea 20 s 60                                                             | Manfred Ommer 20 s 76                                                                           | Hans-Jürgen Bombach 20 s 83                                                                   |
| 400 m             | Karl Honz 45 s 04                                                                 | David Jenkins 45 s 67                                                                           | Bernd Herrmann 45 s 78                                                                        |
| 800 m             | Luciano Sušanj 1 min 44 s 07                                                      | Steve Ovett 1 min 45 s 77                                                                       | Markku Taskinen 1 min 45 s 89                                                                 |
| 1 500 m           | Klaus-Peter Justus 3 min 40 s 55                                                  | Thomas Hansen 3 min 40 s 75                                                                     | Thomas Wessinghage 3 min 41 s 10                                                              |
| 5 000 m           | Brendan Foster 13 min 17 s 21                                                     | Manfred Kuschmann 13 min 23 s 93                                                                | Lasse Virén 13 min 24 s 57                                                                    |
| 10 000 m          | Manfred Kuschmann 28 min 25 s 75                                                  | Tony Simmons 28 min 25 s 79                                                                     | Giuseppe Cindolo 28 min 27 s 05                                                               |
| Marathon          | Ian Thompson 2 h 13 min 19 s                                                      | Eckhard Lesse 2 h 14 min 57 s                                                                   | Gaston Roelants 2 h 16 min 30 s                                                               |
| 110 m haies       | Guy Drut 13 s 40                                                                  | Mirosław Wodzyński 13 s 67                                                                      | Leszek Wodzyński 13 s 71                                                                      |
| 400 m haies       | Alan Pascoe 48 s 82                                                               | Jean-Claude Nallet 48 s 94                                                                      | Yauhen Hauvrylenka 49 s 32                                                                    |
| 3 000 m steeple   | Bronisław Malinowski 8 min 15 s 04                                                | Anders Gärderud 8 min 15 s 41                                                                   | Michael Karst 8 min 17 s .91                                                                  |
| 20 km marche      | Volodymyr Holubnychy 1 h 29 min 30 s                                              | Bernd Kannenberg 1 h 29 min 38 s                                                                | Roger Mills 1 h 32 min 34 s                                                                   |
| 50 km marche      | Christoph Höhne 3 h 59 min 06 s                                                   | Otto Bartsch 4 h 2 min 39 s                                                                     | Peter Selzer 4 h 4 min 28 s                                                                   |
| 4 × 100 m         | France Lucien Sainte-Rose Joseph Arame Bruno Cherrier Dominique Chauvelot 38 s 69 | Italie Vincenzo Guerini Norberto Oliosi Luigi Benedetti Pietro Mennea 38 s 88                   | Allemagne de l'Est Manfred Kokot Michael Droese Hans-Jürgen Bombach Siegfried Schenke 38 s 99 |
| 4 × 400 m         | Royaume-Uni Glen Cohen Bill Hartley Alan Pascoe David Jenkins 3 min 03 s 33       | Allemagne de l'Ouest Hermann Köhler Horst-Rüdiger Schlöske Karl Honz Rolf Ziegler 3 min 03 s 52 | Finlande Stig Lönnqvist Ossi Karttunen Markku Taskinen Markku Kukkoaho 3 min 03 s 57          |
| Saut en hauteur   | Jesper Tørring 2,25 m                                                             | Kęstutis Šapka 2,25 m                                                                           | Vladimír Malý 2,19 m                                                                          |
| Saut en longueur  | Valeriy Pidluzhnyy 8,12 m                                                         | Nenad Stekić 8,05 m                                                                             | Yevgeni Schubin 7,98 m                                                                        |
| Saut à la perche  | Vladimir Kishkun 5,35 m                                                           | Władysław Kozakiewicz 5,35 m                                                                    | Yuri Isakov 5,30 m                                                                            |
| Triple saut       | Viktor Saneïev 17,23 m                                                            | Carol Corbu 16,68 m                                                                             | Andrzej Sontag 16,61 m                                                                        |
| Lancer du poids   | Hartmut Briesenick 20,50 m                                                        | Ralf Reichenbach 20,38 m                                                                        | Geoff Capes 20,21 m                                                                           |
| Lancer du disque  | Pentti Kahma 63,62 m                                                              | Ludvík Daněk 62,76 m                                                                            | Ricky Bruch 62,00 m                                                                           |
| Lancer du javelot | Hannu Siitonen 89,58 m                                                            | Wolfgang Hanisch 85,46 m                                                                        | Terje Thorslund 83,68 m                                                                       |
| Lancer du marteau | Aleksey Spiridonov 74,20 m                                                        | Jochen Sachse 74,00 m                                                                           | Reinhard Theimer 71,62 m                                                                      |
| Décathlon         | Ryszard Skowronek 8 207 pts                                                       | Yves Le Roy 8 146 pts                                                                           | Guido Kratschmer 8 132 pts                                                                    |

### Femmes
| Épreuves          | Or                                                                                            | Argent                                                                                           | Bronze                                                                                              |
| ----------------- | --------------------------------------------------------------------------------------------- | ------------------------------------------------------------------------------------------------ | --------------------------------------------------------------------------------------------------- |
| 100 m             | Irena Szewińska 11 s 13                                                                       | Renate Stecher 11 s 23                                                                           | Andrea Lynch 11 s 28                                                                                |
| 200 m             | Irena Szewińska 22 s 51                                                                       | Renate Stecher 22 s 68                                                                           | Mona-Lisa Pursiainen 23 s 17                                                                        |
| 400 m             | Riitta Salin 50 s 14 (WR)                                                                     | Ellen Streidt 50 s 69                                                                            | Rita Wilden 50 s 88                                                                                 |
| 800 m             | Lilyana Tomova 1 min 58 s 14                                                                  | Gunhild Hoffmeister 1 min 58 s 81                                                                | Mariana Suman 1 min 59 s 84                                                                         |
| 1 500 m           | Gunhild Hoffmeister 4 min 02 s 25                                                             | Lilyana Tomova 4 min 04 s 97                                                                     | Grete Waitz 4 min 05 s 21                                                                           |
| 3 000 m           | Nina Holmén 8 min 55 s 10                                                                     | Lyudmila Bragina 8 min 56 s 09                                                                   | Joyce Smith 8 min 57 s 39                                                                           |
| 100 m haies       | Annelie Ehrhardt 12 s 66                                                                      | Annerose Fiedler 12 s 89                                                                         | Teresa Nowak 12 s 91                                                                                |
| 4 × 100 m         | Allemagne de l'Est Doris Maletzki Renate Stecher Christina Heinich Bärbel Eckert 42 s 51 (WR) | Allemagne de l'Ouest Elfgard Schittenhelm Annegret Kroniger Annegret Richter Inge Helten 42 s 75 | Pologne Ewa Długołęcka Danuta Jędrejek Barbara Bakulin Irena Szewińska 43 s 48                      |
| 4 × 400 m         | Allemagne de l'Est Brigitte Rohde Waltraud Dietsch Angelika Handt Ellen Streidt 3 min 25 s 21 | Finlande Marika Eklund Mona-Lisa Pursiainen Pirjo Wilmi Riitta Salin 3 min 25 s 70               | Union soviétique Inta Klimoviča Ingrida Barkane Nadezhda Kolesnikova Natalia Sokolova 3 min 26 s 10 |
| Saut en hauteur   | Rosemarie Witschas 1,95 m                                                                     | Milada Karbanová 1,91 m                                                                          | Sara Simeoni 1,89 m                                                                                 |
| Saut en longueur  | Ilona Bruzsenyák 6,65 m                                                                       | Eva Šuranová 6,65 m                                                                              | Pirkko Helenius 6,59 m                                                                              |
| Lancer du poids   | Nadezhda Chizhova 20,78 m                                                                     | Marianne Adam 20,43 m                                                                            | Helena Fibingerová 20,33 m                                                                          |
| Lancer du disque  | Faina Melnyk 69,00 m                                                                          | Argentina Menis 64,62 m                                                                          | Gabriele Hinzmann 62,50 m                                                                           |
| Lancer du javelot | Ruth Fuchs 67,22 m (WR)                                                                       | Jacqueline Todten 62,10 m                                                                        | Nataša Urbančič 61,66 m                                                                             |
| Pentathlon        | Nadezhda Tkachenko 4 776 pts                                                                  | Burglinde Pollak 4 678 pts                                                                       | Zoya Spasovkhodskaya 4 550 pts                                                                      |

## Tableau des médailles
| Rang | Nation          | Or | Argent | Bronze | Total |
| ---- | --------------- | -- | ------ | ------ | ----- |
| 1    | RDA             | 10 | 12     | 5      | 27    |
| 2    | URSS            | 9  | 3      | 5      | 17    |
| 3    | Royaume-Uni     | 4  | 3      | 4      | 11    |
| 4    | Pologne         | 4  | 2      | 4      | 10    |
| 5    | Finlande        | 4  | 1      | 5      | 10    |
| 6    | France          | 2  | 2      | 0      | 4     |
| 7    | RFA             | 1  | 5      | 6      | 12    |
| 8    | Italie          | 1  | 2      | 2      | 5     |
| 9    | Yougoslavie     | 1  | 1      | 1      | 3     |
| 10   | Bulgarie        | 1  | 1      | 0      | 2     |
| 10   | Danemark        | 1  | 1      | 0      | 2     |
| 12   | Hongrie         | 1  | 0      | 0      | 1     |
| 13   | Tchécoslovaquie | 0  | 3      | 2      | 5     |
| 14   | Roumanie        | 0  | 2      | 1      | 3     |
| 15   | Suède           | 0  | 1      | 1      | 2     |
| 16   | Norvège         | 0  | 0      | 2      | 2     |
| 17   | Belgique        | 0  | 0      | 1      | 1     |
|      | Total           | 39 | 39     | 39     | 117   |